# سلطان أباد (كوهمرة خامي)
سلطان أباد (بالفارسية: سلطان‌آباد) هي قرية تقع في إيران في قسم كوهمرة خامي الريفي. يقدر عدد سكانها بـ 68 نسمة .